# 老撾足球協會
老撾足球協會是專門管理員老撾足球事務的組織。該組織成立於1951年，並在翌年加入國際足協。同時，老撾足球協會還是亞洲足協以及東南亞足球協會的成員。

## 外部連結
- 官方網頁
- 國際足協網頁 Archive.today的存檔，存档日期2013-06-29
- 亞洲足協網頁